# UMF Grindavík
El Knattspyrnudeild Ungmennafélag Grindavíkur, (en español: Club Juvenil de la Liga de Fútbol de Grindavík), comúnmente conocida como Grindavík, es la subdivisión de fútbol del club atlético Ungmennafélag Grindavíkur ubicado en la ciudad de Grindavík en el suroeste de Islandia.

## Historia
El club se ha consolidado como un aspecto de primer ministro en los últimos años, pero todavía no ha ganado ningún título. Sigurður Jónsson fue nombrado gerente antes de la temporada 2006, después de un período exitoso en Víkingur.Lee Sharpe de la fama del Manchester United jugó para ellos por un breve tiempo. En la temporada de 2006, quedó relegado Grindavík por primera vez en su historia.En septiembre de 2006, Sigurður Jónsson su renuncia como director y su subdirector, Milán Stefán Jankovic tomó el control. Sigurður Jónsson fue nombrado como gerente de Djurgårdens IF en diciembre de 2006.El 22 de septiembre de 2007, el UG Grindavík ganó una promoción de nuevo a la Landsbankadeild después de una victoria de 6-0 sobre Reynir Sandgerði, con una ronda sin jugar aún.

## Títulos
- Copa de la Liga de Islandia: 1
  - 2000

## Participación en competiciones de la UEFA
| Temporada | Torneo         | Ronda | Club     | Casa | Visita | Global |
| --------- | -------------- | ----- | -------- | ---- | ------ | ------ |
| 2001      | Copa Intertoto | 1     | Vilash   | 1-0  | 2-1    | 3-1    |
| 2001      | Copa Intertoto | 2     | FC Basel | 0-2  | 0-3    | 0-5    |

## Jugadores

### Notables exjugadores
Inglaterra
- Lee Sharpe

Islandia
- Ólafur Örn Bjarnason
- Ólafur Gottskálksson

Escocia
- David Hannah
- Colin Stewart
- Derek Young
- Robbie Winters

Serbia
- Sinisa Valdimar Kekic

## Entrenadores
- Milan Stefán Jankovic (2000–01, 2005)
- Sigurður Jónsson (2006)
- Milan Stefán Jankovic (2006–09, May 2010–July 10)
- Ólafur Örn Bjarnason (2010–2011)
- Guðjón Þórðarson (2011–)